# Rafik Schami
Rafik Schami —àrab: رفيق شامي, Rafīq Xāmī—, pseudònim de Suheil Fadél —àrab: سهيل فاضل, Suhayl Fāḍil—, (Damasc, 23 de juny de 1946) és un escriptor de Síria que resideix i treballa a Alemanya com a crític literari, tot i que va estudiar química.
Va començar a escriure al seu temps lliure, primer en àrab i després en alemany. Va ser cofundador del grup editorial Südwind i va formar part del moviment PoLiKunst. Les seves obres, tant per a adults com per a joves, han estat traduïdes a més de 20 idiomes i li han proporcionat nombrosos premis literaris, entre els quals destaquen els Österreicher Staatspreis, els premis Hermann Hesse i Nelly Sachs.
A la seva obra retrata la realitat del món àrab barrejant humor, crítica social i emocions, amb presència d'històries tradicionals i aclariments per al públic occidental. El seu estil és semblant al dels contes populars.
Algunes de les obres de més èxit que ha publicat són Die dunkle Seite der Liebe i Eine Hand voller Sterne (Una mà ple d'estels), així com llibres infantils.